# Dumitru Stăniloae
Dumitru Stăniloae (Vlădeni, 16 novembre 1903 – Bucarest, 5 ottobre 1993) è stato un teologo rumeno ortodosso del XX secolo. Oltre alla Duhovnicesc, ha scritto in un lavoro durato 45 anni una raccolta intitolata Filocalia rumena. La sua produzione letteraria si rivolge anche ai Padri della Chiesa, come Gregorio di Nissa, Massimo il Confessore o Atanasio il Grande, e alla traduzione in rumeno della Filocalia, il suo capolavoro. È considerato uno dei più importanti teologi cristiani della seconda metà del XX secolo.

## Galleria d'immagini

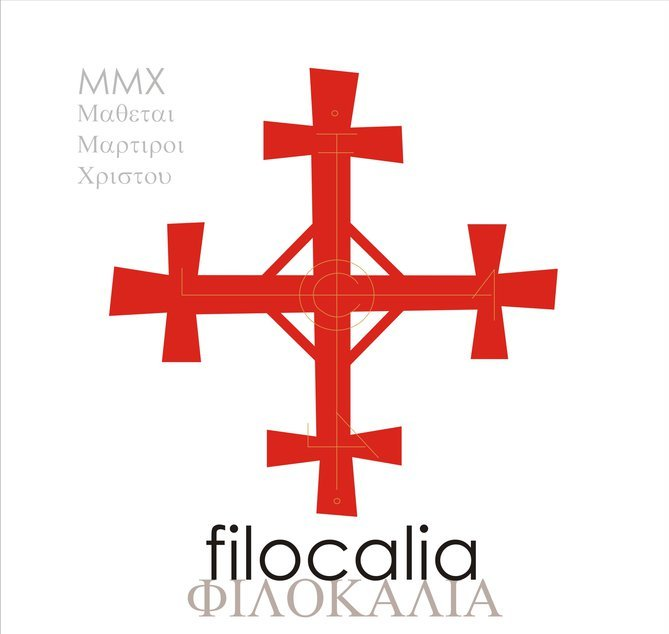
Copertina della Filocalia disegnata da padre Arsenie Boca.